# Nils Møller Andersen
Nils Otto Møller Andersen (født 21. november i Radsted ved Sakskøbing på Lolland, død 12. maj 2004) var en dansk zoologisk forsker med speciale i entomologi (insekter). Han var en internationalt anerkendt autoritet indenfor semiakvatiske tæger (skøjteløbere) og en pioner i dansk zoologi i indførelsen af kvantitative metoder til at analysere arters evolution og afstamningsforhold (fylogenetisk systematik).
Andersen var udover sin videnskabelige karriere bestyrer for Zoologisk Museum 1982-1986. I 1996 blev han medlem af Videnskabernes Selskab.

## Liv og karriere

### Barndom
Nils Møller Andersen blev født i Radsted på Lolland i 1940 som søn af entreprenør Hans Møller Andersen og dennes hustru Marie Andersen (født Topp). Han var den yngste af fire børn.
Nils' barndomshjem lå tæt på naturen, og han blev tidligt interesseret i dyrelivet. I 5. klasse underskrev han sig "zoolog", og i mellemskolen lavede han et håndskrevet og håndkoloreret blad, som han gav navnet "Svalen". Han blev særligt interesseret i insekter og opbyggede som andre senere biologer en insektsamling i sin skoletid, inspireret af en sommerfuglesamlende lærer, Kaj Pedersen.

### Gymnasietid og ægteskab
Nils gik i gymnasiet på Maribo Gymnasium, hvorfra han blev student i 1961. Her gik han i klasse med Bo Vest Pedersen, der delte hans interesse for insekter og ligesom Nils efterfølgende fik en biologisk forskerkarriere ved Københavns Universitet. Nils og Bo ønskede at beskæftige sig med noget andet end de biller og sommerfugle, som de fleste insektsamlere er optaget af, og Nils valgte tægerne, især de semiakvatiske tæger, dvs. skøjteløbertægerne og deres nærmeste slægtninge. Det skulle blive hans centrale forskningsfelt hele livet. Hans første publikation blev en "mindre meddelelse" i tidsskriftet Flora og fauna i 1961 med titlen Vandtægenotitser fra Lolland, hvor han beskrev nogle fund, han havde gjort, mens han gik i gymnasiet.
Nils mødte også en anden vigtig klassekammerat i gymnasiet, nemlig hans senere kone Annemarie Børsen Pedersen, der kom fra Soesmarke. De giftede sig i 1966, da hun var blevet færdiguddannet som lærer. De to ægtefæller havde et tæt fællesskab, også fagligt, da Annemarie delte hans interesse i naturstudier. Efter en faglig videreuddannelse og licentiatgrad blev hun lektor ved den daværende Danmarks Lærerhøjskoles biologiske institut.

### Videnskabelig karriere
Efter gymnasiet aftjente Andersen sin værnepligt, men fortsatte samtidig med entomologiske selvstudier. Han fik adgang til Zoologisk Museums materiale af ubestemte skøjteløbertæger og blev hurtigt klar over, at det indeholdt to ubeskrevne arter i Tenagogonus-slægten, begge indsamlet allerede i 1800-tallet, den ene på Nicobarerne under den første Galathea-ekspedition. Han navngav de to dyr i sin første "rigtige" videnskabelige publikation, der udkom i 1964, året efter at han havde påbegyndt biologistudiet ved Københavns Universitet. Da han i 1970 afsluttede sin magisterkonferens, var hans videnskabelige publikationsliste om dansk tægefaunistik og semiakvatiske tægers taksonomi på en lille halv snes stykker. Efter først nogle ansættelser som stipendiat og adjunkt blev han i 1974 fastansat lektor ved Zoologisk Museum, da der blev et lektorat ledigt her. I 1982 erhvervede han den naturvidenskabelige doktorgrad med afhandlingen The Semiaquatic Bugs (Hemiptera, Gerromorpha). Phylogeny, Adaptations, Biogeography and Classification, som ifølge professor Niels Peder Kristensen må regnes blandt de absolutte hovedværker i 1900-tallets danske zoologiske litteratur. Disputatsen stimulerede et internationalt opsving i udforskningen af skøjteløbertæger. I sin forskning var Andersen desuden pioner, hvad angår anvendelsen af kvantitative metoder til at analysere arters evolution og afstamningsforhold (fylogenetisk systematik).
1982-1986 var Andersen bestyrer for Zoologisk Museum og fortsatte efterfølgende en aktiv forskerkarriere med mange publikationer. Fra 1988 var hans titel docent. I 1996 blev han indvalgt i Videnskabernes Selskab. Han var også bidragyder til Den Store Danske Encyklopædi, hvor han skrev en række artikler om insekter.